# Australothis
Australothis é um gênero de traça pertencente à família Arctiidae.